# 鎮撫宮
24°59′54″N 121°18′53″E / 24.998432°N 121.314624°E
鎮撫宮，是位於臺灣桃園市桃園區青溪里的廣澤尊王廟，為小檜溪的信仰中心。

## 歷史沿革
此廟前身為惠春堂，是光緒元年（1875年）由泉州府南安縣分香。後，信眾增多，居民楊天福捐贈小檜溪段四百多坪作廟地，於現址蓋新廟。光緒六年（1880年）決定建廟，並以該年為創建年。光緒十年（1884年）建廟完成，改稱「鎮撫宮」，成為小檜溪地區民眾的信仰中心。農曆八月廿三日會舉行廟會、出巡慶典。除主祀廣澤尊王外，副祀妙應仙妃、太陽星君等。
1966年，廟宇再度重建，桃園縣議會副議長許三桶主持在1月11日破土典禮，重建工程費新台幣80萬元。2009年，信徒決議原址重建。議長邱奕勝與副議長李曉鐘正副議長合捐100萬元作建廟基金。
2011年7月23日上梁。2013年12月28日舉行大殿外立龍柱典禮，長23.6尺，直徑3.6尺，每根造價超過1000萬。該對龍柱與殿內的龍鳳石柱，皆為一體成形的青斗石。清治建廟之初沿留下來的弓字尾龍柱和石獅子則放在廣場保存。
2015年11月25日，總工程費超過2億的新廟舉行揭匾儀式，市長鄭文燦、副議長李曉鐘等出席。新廟主殿總高77.42台尺、樓地板面積約428坪。當天，兩度擔任重建主委的立委陳根德，以大園仁壽宮董事長身分出席，強調廟方欠了約6000萬貸款。
今廟址為鎮撫街43號，屬青溪里，東門溪右側。

## 外部連結
- 维基共享资源上的相關多媒體資源：鎮撫宮
- 鎮撫宮的Facebook專頁